# Anișoara Bălan
Anișoara Bălan-Dobre, née le 1er juillet 1966 à Liteni (Roumanie), est une ancienne rameuse roumaine. Elle est double médaillée d'argent et de bronze aux Jeux de 1988 et de 1992.

## Carrière
Anișoara Bălan est médaillée d'argent en quatre de couple aux Jeux olympiques d'été de 1988 et remporte ensuite la médaille de bronze sur la même course aux Jeux olympiques d'été de 1992.
Sa sœur Doina Șnep-Bălan est également une rameuse olympique.

## Palmarès

### Jeux olympiques
- Jeux olympiques d'été de 1992 à Barcelone ( Espagne) :
  -  médaille d'argent en quatre de couple
- Jeux olympiques d'été de 1988 à Séoul ( Corée du Sud) :
  -  médaille de bronze en quatre de couple

### Championnats du monde
- Championnats du monde 1991 à Vienne ( Autriche) :
  -  médaille de bronze en quatre de couple
  -  médaille d'argent en deux de couple
- Championnats du monde 1989 à Bled ( Slovénie) :
  -  médaille d'or en huit
- Championnats du monde 1986 à Nottingham ( Royaume-Uni) :
  -  médaille d'argent en quatre de couple
- Championnats du monde 1985 à Hazewinkel ( Belgique) :
  -  médaille de bronze en quatre de couple

### Universiade
- Universiade d'été de 1987 à Zagreb ( Yougoslavie) :
  -  médaille d'or en quatre de couple